# Eupithecia idalia
Eupithecia idalia är en fjärilsart som beskrevs av Paul Dognin 1890. Eupithecia idalia ingår i släktet Eupithecia och familjen mätare. Inga underarter finns listade i Catalogue of Life.